# مارسل واندرنوت
مارسل واندرنوت (فرانسوی: Marcel Vandernotte‎؛ ۲۹ ژوئیه ۱۹۰۹ – ۱۵ دسامبر ۱۹۹۳) قایقران روئینگ اهل فرانسه بود.
وی در مسابقات کشوری و بین‌المللی در مجموع برندهٔ ۱ مدال نقره، ۲ مدال برنز شده‌است.